# دانيال كرويننغ
دانيال كرويننغ (بالإنجليزية: Daniel Kroening)‏ (ولد في 6 نوفمبر 1975) وهو علم الحاسوب الألماني، وأستاذ في علوم الكمبيوتر في جامعة أوكسفورد. وهو زميل في كلية ماجدالين.

## حياته
ولد كرونينغ في ماينز، راينلاند بالاتينات، ألمانيا. درس دانيال في كل من: ماري تيريز - جمنازيوم، إرلانجن، بافاريا من 1986 إلى 1990 وفي ساربروكن وكذلك في سارلاند من 1990 إلى 1995. كان عمل كرويننج المبكر في تلك السنوات هو تنفيذ بروتوكولات نقل البيانات وحزمة برمجيات BBS مع إدارة الوصول إلى الإنترنت لمزودي خدمات الإنترنت الصغيرة، والتي أطلقها بموجب تراخيص مفتوحة المصدر. في عام 1992، انضم كرويننج إلى «هاندشيك». وهو مزود للخدمة وهي شركة محلية غير ربحية. منذ عام 1993، استضاف كرونينغ وشغل نظام BBS الرئيسي للتعارف، وبحلول نهاية عام 1994، كان يدير برنامجه. منذ عام 1996، شارك أيضًا في الإدارة التنفيذية لـ «هاندشيك». كتب بانتظام على المواضيع ذات الصلة بالحاسوب في صحيفة ساربروكن، وهي صحيفة محلية. بعد المدرسة الثانوية، أكمل كرونينغ خدمته الإجبارية في المجتمع.

## عمله
بدأ كروينغ دراسة علوم الكمبيوتر والاقتصاد في جامعة سارلاند. في فصل الشتاء عام 1996 وحصل على درجتي الدبلوم والدكتوراه في عامي 1999 و 2001. كان واحدا من أسرع الطلاب في تاريخ هيئة التدريس، حيث استغرق أربعة سنوات ونصف فقط لحصوله على درجة الدكتوراه. تلقى تخرجه السريع اهتمام وسائل الإعلام المحلية.
بعد حصوله على الدكتوراه، عمل كرونينغ في جامعة كارنيغي ميلون في مرحلة ما بعد الدكتوراة قبل انضمامه إلى المعهد الفدرالي السويسري للتكنولوجيا في زيورخ (ETH Zürich) كأستاذ مساعد. استقر في النهاية في جامعة أوكسفورد.
ركز كرويننج في أباحاثه على تحليل البرامج والأجهزة.
نشر الكتب المدرسية حول إجراءات القرار وتصميم الأجهزة.
تشمل أنشطة كرويننج المهنية كونه عضوًا في لجنة المؤتمر الرئيسي لتحليل البرامج CAV.
عمل كروينغ مستشارًا لشركات مثل انتل واي بي ام وفوجيتسو. وهو أيضا الرئيس التنفيذي لشركة Diffblue، وهي شركة متخصصة في الذكاء الاصطناعي.

## وصلات خارجية
- Private home page (ancient and outdated)
- Personal research home page
- University home page